# 모과평
모과평(毛戈平)은 중국의 메이크업 아티스트이다.

## 출생
- 생년월일:1984년 7월 30일
- 태어난 곳:중국 원저우

## 업적
- 1988년 상하이 '백애신' 전문 메이크업 1등 수상
- 1990년 '비천상' 국가 미술상 수상
- 1996년 중국 음악방송국 분장 금상 수상
- 1996년 '입체 화장' 책 발간
- 1997년 창작 VCD 화장 교수
- 1998년 '항저우모과평화장예술유한회사' 설립
- 1999년 '20세기 중국 미용 헤어업계에서 가장 영향력 있는 사람' 선정
- 1999년 세계미용사협회 '특수기여상' 수상
- 1999년 세계미용사협회 '최고 이미지 디자인 전문가'로 선정
- 2000년 저장 마우고핑 이미지 디자인 예술학교 설립
- 2000년 중국 최고의 패션 메이크업 아티스트로 선정
- 2000년 20세기 중국 걸출 공헌상 수상
- 2001년 자신의 이름을 딴 'MGPIN'메이크업 브랜드 창립
- 2002년 베이징 모과평 이미지 디자인 예술학교 설립
- 2004년 상하이 모과평 이미지 디자인 예술학교 설립
- 2004년 중국 제7회 메이크업 페스티벌 총책임자
- 2006년 '중국 헤어미용업 피닉스 올해의 대상' 수상
- 2011년 브랜드 중국 올해의 인물로 선정
- 2011 인터넷 뷰티 어워드 '공로상' 수상
- 2012년 제9회 중국 영상 화장 금상 수상